# Ruská akademie věd
Ruská akademie věd (rusky Росси́йская акаде́мия нау́к, Rossíjskaja akadémija naúk, zkracováno PAH, RAN, anglicky RAS) je síť vědeckých organizací zahrnující jak vlastní akademii věd, tak řadu výzkumných ústavů rozložených po celé Ruské federaci. Zahrnuje také pomocné vědecké a společenské organizace jako jsou knihovny, vydavatelství a nemocnice. Úkolem akademie a podřízených ústavů je organizace a provádění základního výzkumu ve všech oborech vědy. Je to jedna z předních světových výzkumných institucí.
Ruská akademie věd  má status civilní, samosprávné a nevýdělečné organizace řízené vlastními samosprávnými orgány.
Reprezentativním časopisem RAV je Věstník Ruské akademie věd, vydávaný v nakladatelství Nauka.

## Historie
- 1724 – Petrohradská akademie věd, byla založena v Petrohradě  (tehdejším hlavním městě Ruského impéria), v době společenských reforem Petra I., jeho nařízením ze dne 28. ledna (8. února) roku 1724. Akademie byla založena po vzoru západoevropských akademií. Na rozdíl od těchto akademií, které jsou samostatné, tato akademie byla a je významně závislá na státu.
- 1747 – Carská akademie věd a umění
- 1803 – Carská akademie věd
- 1836 – Carská Petrohradská akademie věd
- 1917 – Ruská akademie věd
- 1925 – od 25. července Akademie věd SSSR
- 1936 – Akademie věd SSSR  byla přestěhována do Moskvy
- 1991 – od 21. listopadu Ruská akademie věd. Nařízením prezidenta Ruské federace byla ustanovena jako nejvyšší vědecká instituce Ruska.

## Členství a orgány
Existují tři druhy členství v RAV – plné členství (akademici), členové-korespondenti a zahraniční členové. Akademici a korespondenti jsou voleni a musí být občany Ruské federace, ačkoliv existují i členové, kteří byli zvoleni před rozpadem Sovětského svazu a nyní jsou občany jiného státu. Členové jsou voleni podle jejich vědeckých přínosů a toto zvolení je bráno jako velice prestižní záležitost. V červnu 2025 Akademie měla 865 členů a 1 134 členů-korespondentů.
Nejvyšším orgánem Akademie je všeobecné shromáždění (akademiků, členů-korespondentů a delegátů vědců zaměstnaných v dílčích ústavech). Všeobecné shromáždění schvaluje stanovy Akademie, zřizuje a ruší pobočky a ústavy, určuje počet akademiků (tato rozhodnutí jsou potvrzována vládou), volí členy, členy-korespondenty a zahraniční členy akademie, dále prezídium (předsednictvo) a prezidenta Akademie (je potvrzován prezidentem Ruska). Prakticky chod akademie řídí prezídium v čele s prezidentem.

## Struktura
RAV je rozdělena do třinácti specializovaných vědeckých odvětví, čtyři územních poboček a 15 regionálních vědeckých center. Akademie má mnoho kolegií, výborů a komisí, které jsou zřízeny pro různé účely.

### Územní pobočky
Sibiřské oddělení Ruské akademie věd (SO RAN)
Sibiřské oddělení bylo založeno v roce 1957, prvním předsedou byl Michail Lavrentěv. Podřízená vědecká střediska jsou v Novosibirsku, Tomsku, Krasnojarsku, Irkutsku, Jakutsku, Ulan-Ude, Kemerovu, Tjumeni a v Omsku. V roce 2005 pobočka zaměstnávala asi 33000 lidí, z nichž bylo 58 členy akademie.
Uralské oddělení Ruské akademie věd (UO RAN)
Uralské oddělení bylo založeno v roce 1932, prvním předsedou byl Alexandr Fersman. Vědecká centra jsou v Jekatěrinburgu, Permu, Čeljabinsku, Iževsku, Orenburgu, Ufě a Syktyvkaru. V roce 2007 pobočka sdružovala asi 3500 vědců, z nichž bylo 590 profesorů, 31 členů akademie a 58 členů korespondentů.
Petrohradské oddělení Ruské akademie věd (SPbO RAS)
Petrohradské (Sankt-Petěrburgské) oddělení vznikla v roce 2023. V roce 2025 sdružovala 74 členů akademie a 109 členů korespondentů.
Dálněvýchodní oddělení Ruské akademie věd (DVO RAN)
Pobočka na Dálném východě zahrnuje Přímořské vědecké centrum ve Vladivostoku, Amurské vědecké centrum ve Blagověščensku, Chabarovské vědecké centrum, Sachalinské vědecké centrum v Južno-Sachalinsku, Kamčatské vědecké centrum v Petropavlovsku-Kamčatském a Severovýchodní vědecké centrum v Magadanu.

### Regionální centra
- Kazaňské vědecké centrum
- Puškinské vědecké centrum
- Samarské vědecké centrum
- Saratovské vědecké centrum
- Vladikavkazské vědecké centrum
- Dagestánské vědecké centrum

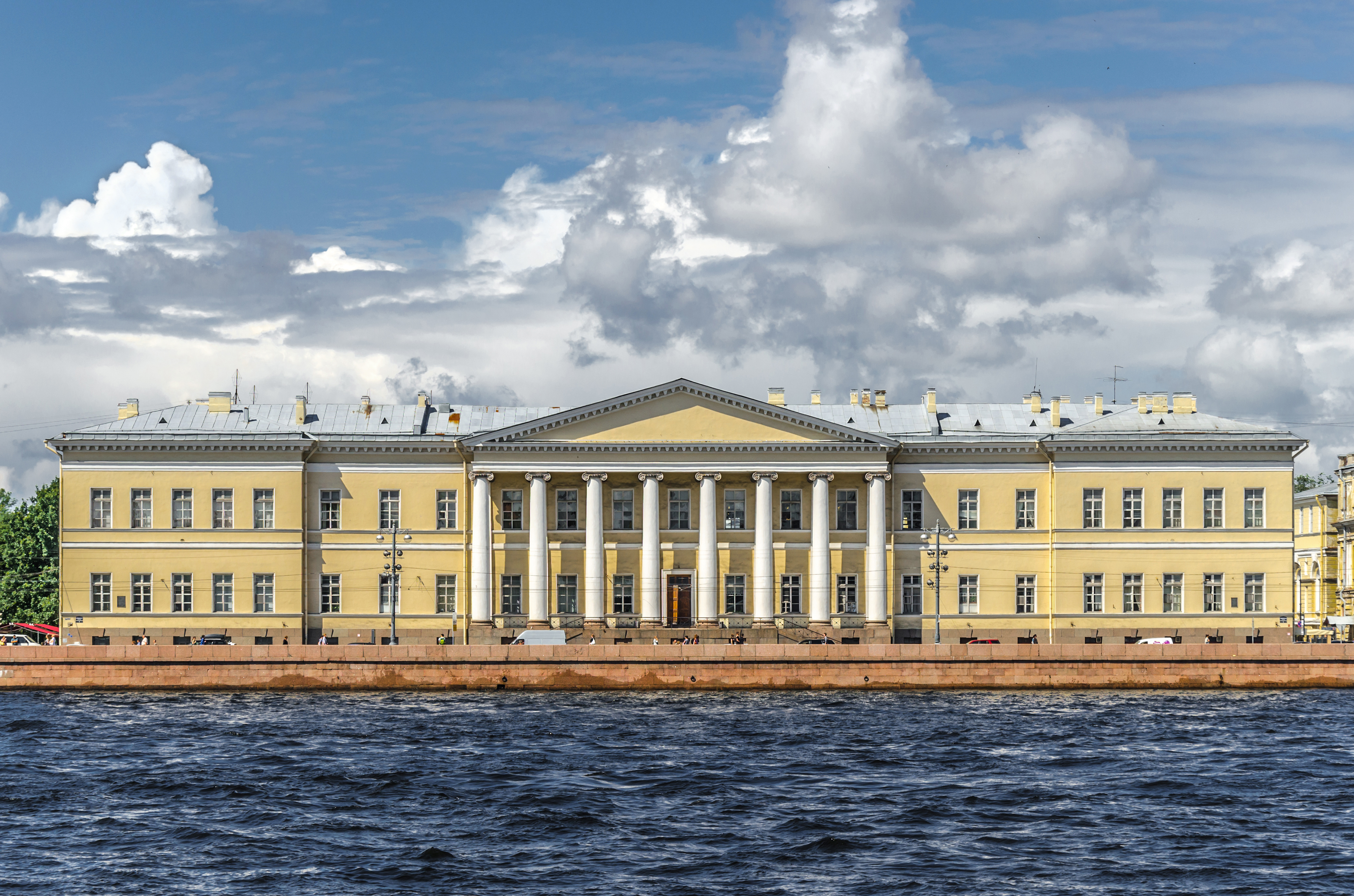
Někdejší budova Carské akademie v Petrohradu

- Kabardsko-balkarské vědecké centrum
- Karelské vědecké centrum
- Kolské vědecké centrum
- vědecké centrum RAN v Černogolovce
- Sankt-Petěrburské vědecké centrum
- Ufské vědecké centrum
- Jižní vědecké centrum
- Troické vědecké centrum
- Permské vědecké centrum

## Instituce
Ruská akademie věd zahrnuje řadu institutů a ústavů, např.
- Budkerův institut jaderné fyziky
- Centrální ekonomickomatematický institut (CEMI)
- Dorodnicynovo výpočetní středisko
- Engelhardtův institut molekulární biologie
- Institut archeologie
- Institut biologického vybavení
- Institut genetické biologie
- Institut křemíkové chemie
- Institut lékařsko-biologických problémů
- Institut silnoproudé elektrotechniky
- Jazykový institut
- Institut orientálních studií ruské akademie věd
- Filozofický institut
- Institut radiotechniky a elektroniky
- Institut státu a práva
- Institut amerických a kanadských studií
- Institut světové ekonomie a mezinárodních vztahů (IMEMO)
- Institut světové literatury
- Ioffeho fyzikálnětechnický institut
- Keldyšův institut aplikované matematiky
- Komarovovův botanický institut
- Institut laseru a informační techniky
- Lebeděvův institut přesné mechaniky a počítačové strojírenství
- Lebeděvův fyzikální institut
- Landaův institut teoretické fyziky
- Institut etnologie a antropologie N.N. Miklukho-Maklaie
- Nesmejanovův institut organoelementní chemie
- Obuchovův institut atmosférické fyziky
- Paleontologický institut ruské akademie věd
- Institut programových systémů
- Prochorovův fyzikální institut
- Šmidtův institut fyziky Země
- Ruský institut výzkumu vesmíru
- Šemjakinův a Ovčinnikovův institut bioorganické chemie
- Speciální astrofyzická observatoř
- Stěklovův institut matematiky
- Sukačevův institut lesů
- Zelinského institut organické chemie

Členské instituce jsou napojeny na Ruský vesmírně vědecký internet (RSSI), RSSI měl původně pouze 3 členy, nyní má 3 100 členů včetně 57 největších vývojových center.
Lomonosovova univerzita v Moskvě, Petrohradská státní univerzita nebo Moskevský fyzikálně-technický institut a další organizace nejsou členy RAN (přísluší pod Ministerstvo vzdělání Ruské federace), ale s RAN spolupracují a jejich studenti se vzdělávají na ústavech a institutech akademie.

## Ocenění
Akademie uděluje několik druhů ocenění, medailí apod.
- Demidovova cena
- Lomonosovova zlatá medaile
- Markovova cena
- Bogoljobova zlatá medaile
- Puškinova cena